# Мамурас
Мамурас је град и бивша општина у округу Леже, северозападна Албанија. Реформом локалне самоуправе 2015. године постао је део општине Курбин. Број становника на попису из 2023. године износио је 11.442.
Град се налази 8 километара од Средоземног мора.